# میساکی، اوساکا
میساکی، اوساکا (به لاتین: Misaki, Osaka) یک منطقهٔ مسکونی در ژاپن است که در استان اوساکا واقع شده‌است. میساکی  ۱۷٬۶۳۲ نفر جمعیت دارد.